# Bifrenaria leucorhoda
Bifrenaria leucorhoda är en orkidéart som beskrevs av Heinrich Gustav Reichenbach. Bifrenaria leucorhoda ingår i släktet Bifrenaria och familjen orkidéer. Inga underarter finns listade i Catalogue of Life.

## Bildgalleri

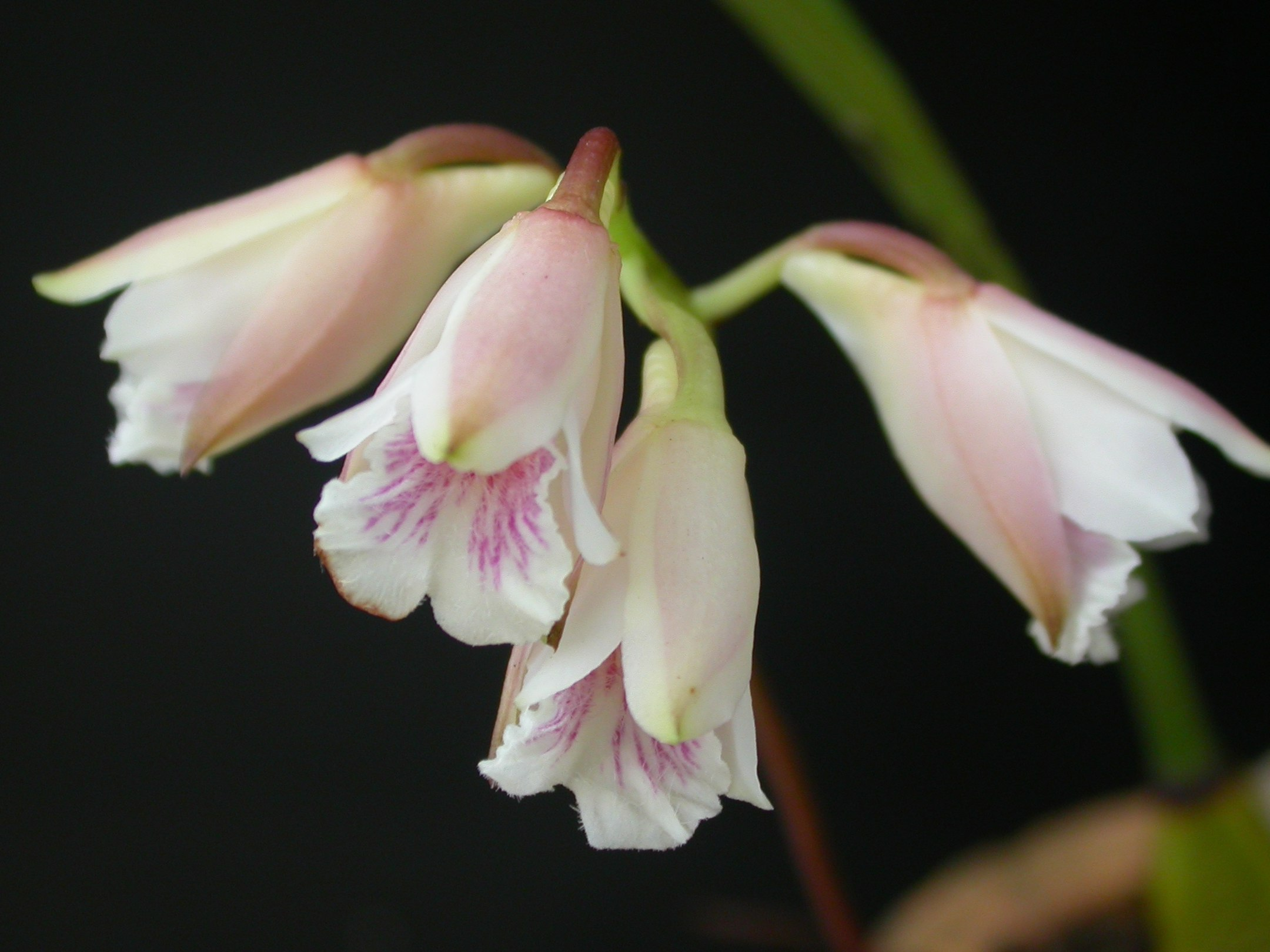
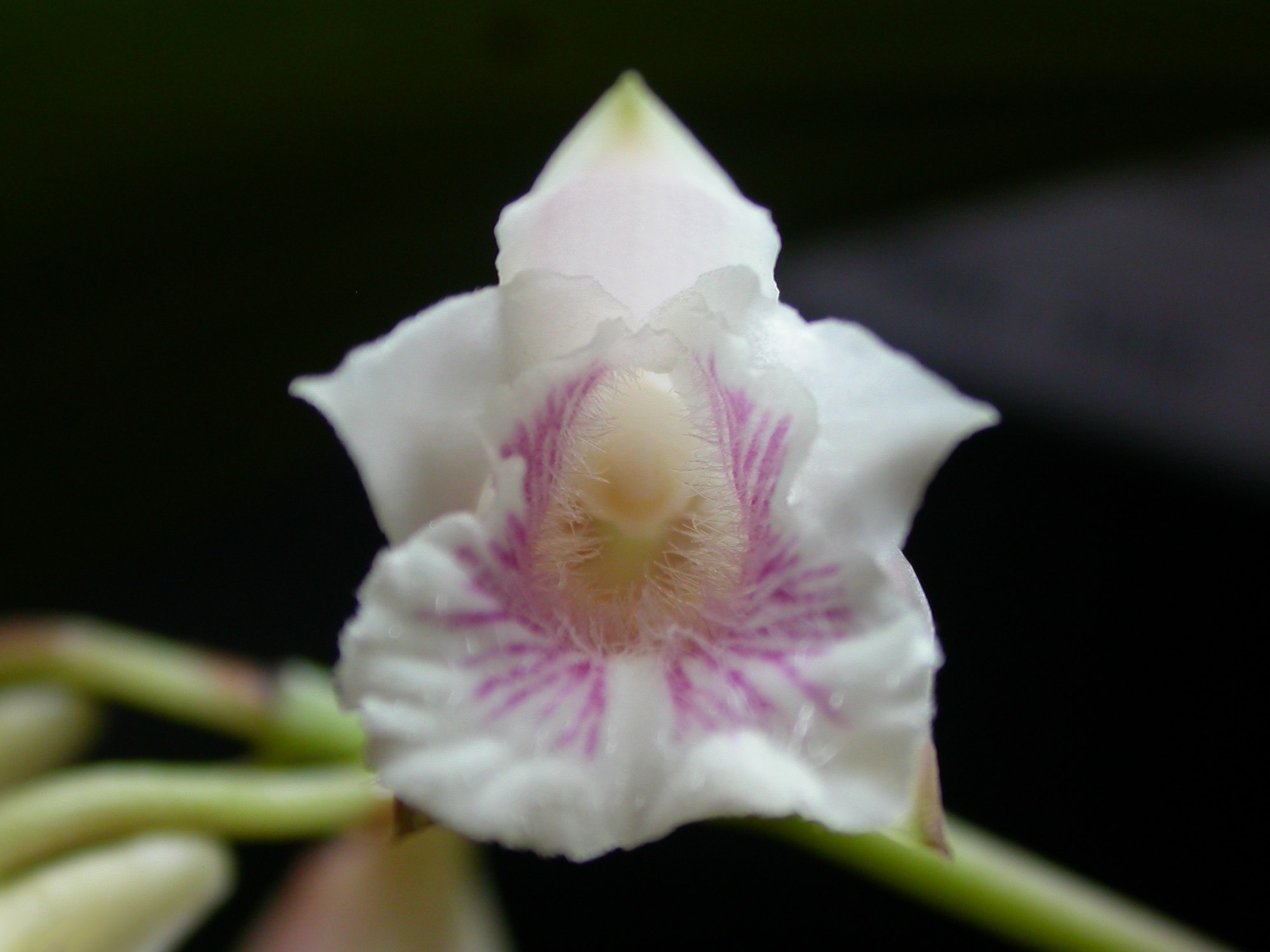